# Macrocamptoptera
Macrocamptoptera (лат.) — род хальцидоидных наездников из семейства Mymaridae. Паразиты яиц насекомых.

## Описание
Мелкие хальцидоидные наездники. Длина тела около 1 мм (700—1250 мкм). Усики нитевидные. Тело чёрное, ноги от коричневато-желтого до оранжевого; жгутик 7-члениковый, где fu2 кольцевидный, значительно короче fu1 или fu3; мандибула с 2 одинаковыми зубцами; голова сзади со срединной вертикальной венечной и затылочной бороздами широкими, неглубокими и нечёткими; голова и мезосома с отчётливой, слегка приподнятой, преимущественно изодиаметрической сетчатой скульптурой; переднее крыло с отчётливым коричневым оттенком, отделенным четким субапикальным полем от бурого вершинного края; задние крылья с коричневым оттенком и бурым вершинным краем. Лапки состоят из 5 сегментов. Четыре перепончатых крыла (задняя пара меньше передней) с полностью редуцированным жилкованием. Брюшко стебельчатое.

## Систематика
Род в составе семейства мимарид (Mymaridae), в котором описано 4 вида. Включают в состав родовой группы Camptoptera, где близок к родам Camptoptera, Camptopteroides, Eofoersteria, Ptilomymar и Stephanocampa.
- Macrocamptoptera bulgarica (Donev, 1989) — Болгария, Италия
  - =Rhila bulgarica Donev, 1989[6]
- Macrocamptoptera grangeri Soyka, 1961 — Франция, Италия[7]
- Macrocamptoptera metotarsa (Girault, 1905) — Европа, Канада, США
  - =Camptoptera metotarsa Girault, 1905[8]
  - =Macrocamptoptera sundholmi (Hedqvist, 1962)
  - =Sphegilla sundholmi (Hedqvist, 1962)[9]
  - =Camptoptera sundholmi (Hedqvist, 1962)[10]
  - =Herulia sundholmi Hedqvist, 1962[11]
- Macrocamptoptera setata Triapitsyn, 2012[12] — США